# Список втрат у боях за Херсон (2022)
У статті наведено поіменні втрати у боях за Херсон у лютому-листопаді 2022.

## Україна

### Лютий
1. Іожиця Анатолій Іванович, молодший сержант вогневого відділення мінометної застави Херсонського прикордонного загону ДПСУ (24 лютого, Чаплинка)[1].
2. Скакун Віталій Володимирович, матрос,  сапер інженерно-саперного відділення інженерного підрозділу 137 ОБМП 35 ОБрМП (24 лютого, Генічеськ)[2].
3. Прилуцький Денис Геннадійович, військовослужбовець бригади морської піхоти України (24 лютого, Генічеськ)[3].
4. Хвостик Олексій Іванович, лейтенант, командир 2-го патрульного взводу 1-ї патрульної роти 16 ОБ НГУ (24 лютого)[4].
5. Чабан Вадим Романович, Солдат, військовослужбовець 9-й окремий мотопіхотний батальйон «Вінниця» 59 ОМПБр (24 лютого, Рикове)[5].
6. Зверев Олександр Олександрович, сержант 309 окремого інженерного батальйону 48 ІБр (24 лютого)[6].
7. Українець Владислав Петрович, лейтенант, командир взводу 10 ОМБП (24 лютого, Антонівський міст)[7].
8. Поліщук Іванна Володимирівна, старший солдат 80-ї окремої десантно-штурмової бригади, бойова медсестра (25 лютого, Олешки)[8].
9. Купрійчук Максим Анатолійович, гранатометник, військовослужбовець 80 ОДШБр (25 лютого, Томарине)[9].

## Росія

### Лютий
1. Качмазов Артур Казбекович, сержант, 58-ма загальновійськова армія (24 лютого, підрив БМП на фугасі)[10].
2. Шляхов Павло Олексійович, єфрейтор, 58-ма загальновійськова армія (24 лютого, підрив БМП на фугасі)[11].
3. Муренький Олександр Володимирович, старший сержант, 11-та окрема інженерна бригада (24 лютого, Північнокримський канал, авіаудар)[12].
4. Вилуск Михайло Олексійович, молодший сержант, 11-та окрема інженерна бригада (24 лютого, Північнокримський канал, авіаудар)[12].
5. Дорохін Данило Олександрович, рядовий, 11-та окрема інженерна бригада (24 лютого, Північнокримський канал, авіаудар)[12].
6. Білий Едуард В'ячеславович, рядовий, 11-та окрема інженерна бригада (24 лютого, Північнокримський канал, авіаудар)[12].
7. Медведєв Дмитро Олексійович, 11-та окрема інженерна бригада (24 лютого, Північнокримський канал, авіаудар)[12].
8. Чорноусов Михайло Андрійович, молодший сержант, 11-та окрема інженерна бригада (24 лютого, Північнокримський канал, авіаудар)[12].
9. Кушнарьов Сергій Сергійович, сержант, 11-та окрема інженерна бригада (24 лютого, Північнокримський канал, авіаудар)[12].
10. Волков Валерій В'ячеславович, старшина, 11-та окрема інженерна бригада (24 лютого, Північнокримський канал, авіаудар)[12].
11. Муренький Василь Володимирович, майор, командир батальону, 11-та окрема інженерна бригада (24 лютого, Північнокримський канал, авіаудар)[12].
12. Дмитрієв Артем Юрійович, капітан, заступник командира полку, 1141-й артилерійський полк (25 лютого, Антонівський міст)[13].
13. Глєбов Денис Вікторович, підполковник, заступник командира 11-ї окремої гвардійської десантно-штурмової бригади (26 лютого, Каховка)[14][15][16].
14. Бурлаков Андрій Петрович, майор, заступник начштабу з розвідки — начальник розвідки, 1141-й артилерійський полк (27 лютого, Міжнародний аеропорт «Херсон»)[17][18].
15. Орешко Володимир Владиславович, сержант, командир відділення обслуговування та ремонту ремонтного взводу, 7-ма десантно-штурмова дивізія (27 лютого, Міжнародний аеропорт «Херсон», удар "Байрактару" по колоні)[19].
16. Харебов Алан Тамазієвич, молодший сержант, навідник-оператор БМП-3 (27 лютого)[20].
17. Ткаченко Данило Сергійович, розвідник ЗС РФ, навідник БТР (27 лютого, Каланчак)[21].

### Березень
1. Баротов Ділбоз Миралійович, старший лейтенант, командир танкового взводу, 70-й мотострілецький полк (1 березня)[22].
2. Брюханов Владислав Дмитрович, єфрейтор ЗС РФ (3 березня, Миколаївка)[23].
3. Магомедов Мурад Гаджі-Магомедович, старший сержант, заступник командира взводу, 34-та окрема мотострілецька бригада (3 березня, Миколаївка)[24].
4. Белітченко Юрій Петрович, майор, командир вертолітної ланки Мі-8, 55-й окремий гвардійський гелікоптерний полк (6 березня, Нова Каховка, збиття гелікоптеру над Дніпром)[25].
5. Порохня Сергій Іванович, полковник, командир 12-ї окремої гвардійської інженерної бригади (14 березня, Північнокримський канал)[26][27]
6. Лазаренко Артем Сергійович, майор, начальник оперативного відділу 439 РеАБр (в/ч 48315) (15 березня)[28].

### Квітень
1. Телехов Євген Вікторович, єфрейтор, 810 ОБрМП (21 квітня, Любимівка)[29].